# Stenasterias macropora
Stenasterias macropora är en sjöstjärneart som först beskrevs av Addison Emery Verrill 1909.  Stenasterias macropora ingår i släktet Stenasterias och familjen trollsjöstjärnor. Inga underarter finns listade i Catalogue of Life.